# Will Patton
William Rankin „Will” Patton (Charleston, 1954. június 14. –) amerikai színész.
Főszerepeket alakított az Éghasadás (2011–2015), a Sorsdöntő lövés (2017) és a Mocsárlény: A sorozat (2019) című sorozatokban. 2020 és 2022 között Kevin Costner Yellowstone című drámasorozatának mellékszereplője volt.
A mozivásznon három filmben szerepelt Costner oldalán: Nincs kiút (1987), A jövő hírnöke (1997) és Horizont: Egy amerikai eposz (2024). Egyéb filmjei közé tartozik Az ügyfél (1994), az Armageddon (1998), a Tolvajtempó (2000), az Emlékezz a Titánokra! (2000) és A megtorló (2004). Frank Hawkins seriffhelyettes szerepében feltűnt a Halloween (2018), a Gyilkos Halloween (2021) és A Halloween véget ér (2022) című horrorfilmekben.

## Élete és pályafutása
Egy lutheránus lelkész legidősebb fiaként a Dél-Karolinai Művészeti Főiskolán szerzett diplomát. Két alkalommal tüntették ki OBIE díjjal, mint legjobb színpadi férfi színészt.
Feltűnt olyan sorozatokban, mint a 24 vagy a Gyilkos számok. A mozifilmekben főként mellékszerepekben látható, általában a főhős segítőjét játssza.

## Filmográfia

### Film
| Év   | Magyar cím                           | Eredeti cím                           | Szerep                            | Magyar hang            |
| ---- | ------------------------------------ | ------------------------------------- | --------------------------------- | ---------------------- |
| 1983 |                                      | Variety                               | Mark                              |                        |
| 1983 |                                      | King Blank                            | bárvendég                         |                        |
| 1983 | Silkwood                             | Silkwood                              | Joe                               | Pálfai Péter           |
| 1984 |                                      | Chinese Boxes                         | Lang Marsh                        |                        |
| 1985 |                                      | The Beniker Gang                      | ranger                            |                        |
| 1985 | Kétségbeesve keresem Susant          | Desperately Seeking Susan             | Wayne Nolan                       | Csonka András          |
| 1985 | Kétségbeesve keresem Susant          | Desperately Seeking Susan             | Wayne Nolan                       | Bácskai János          |
| 1985 | Lidérces órák                        | After Hours                           | Horst                             |                        |
| 1986 |                                      | Belizaire the Cajun                   | Matthew Perry                     |                        |
| 1987 | Nincs kiút                           | No Way Out                            | Scott Pritchard                   | Cseke Péter            |
| 1988 |                                      | Wildfire                              | Mike                              |                        |
| 1988 | Csillagos lobogó                     | Stars and Bars                        | Duane Gage                        | Welker Gábor           |
| 1989 | Életjelek                            | Signs of Life                         | Mr. Coughlin                      |                        |
| 1990 | Végzetes érdekek                     | Everybody Wins                        | Jerry                             | Széles Tamás           |
| 1990 | Gyilkosságok varázsszóra             | A Shock to the System                 | Laker hadnagy                     | Rosta Sándor           |
| 1990 | Gyilkosságok varázsszóra             | A Shock to the System                 | Laker hadnagy                     | Harmath Imre           |
| 1990 | Fegyveres őrangyal                   | Bright Angel                          | Woody (stáblistán nem szerepel)   | Mikula Sándor          |
| 1991 | Elbűvölve                            | The Rapture                           | Foster seriffhelyettes            | Forgács Péter          |
| 1991 | Rideg mennyország                    | Cold Heaven                           | Niles atya                        | Szűcs Sándor           |
| 1992 | Levesben                             | In the Soup                           | 'Skippy'                          |                        |
| 1993 |                                      | The Paint Job                         | Wesley                            |                        |
| 1993 |                                      | Midnight Edition                      | Jack Travers                      |                        |
| 1993 | Rómeó vérzik                         | Romeo Is Bleeding                     | Martie                            | Epres Attila           |
| 1994 |                                      | Tollbooth                             | Dash Pepper                       |                        |
| 1994 | Bangkok árnyai                       | Natural Causes                        | Michael Murphy                    |                        |
| 1994 |                                      | Judicial Consent                      | Alan Warwick                      |                        |
| 1994 | Az ügyfél                            | The Client                            | Hardy őrmester                    | Czvetkó Sándor         |
| 1994 | A parazita                           | The Puppet Masters                    | Dr. Graves                        | Anger Zsolt            |
| 1995 | Tökéletes másolat                    | Copycat                               | Nicoletti felügyelő               | Sinkovits-Vitay András |
| 1996 | Spitfire Grill                       | The Spitfire Grill                    | Nahum Goddard                     | Rosta Sándor           |
| 1996 | Ámokfutam                            | Fled                                  | Matthew 'Gib' Gibson nyomozó      | Epres Attila           |
| 1996 | Ámokfutam                            | Fled                                  | Matthew 'Gib' Gibson nyomozó      | Cseke Péter            |
| 1997 | Három a nagylány                     | Inventing the Abbotts                 | Lloyd Abbott                      | Barbinek Péter         |
| 1997 |                                      | This World, Then the Fireworks        | Morgan hadnagy                    |                        |
| 1997 | A jövő hírnöke                       | The Postman                           | Bethlehem tábornok                | Barbinek Péter         |
| 1998 |                                      | OK Garage                             | Sean                              |                        |
| 1998 | Armageddon                           | Armageddon                            | Charles 'Chick' Chapple           | Epres Attila           |
| 1998 | Korán keltem aznap, amikor meghaltam | I Woke Up Early the Day I Died        | prédikátor                        |                        |
| 1999 | Bajnokok reggelije                   | Breakfast of Champions                | Moe, kamionsofőr                  | Zágoni Zsolt           |
| 1999 | Briliáns csapda                      | Entrapment                            | Hector Cruz                       | Gáspár Sándor          |
| 1999 | Az élet kalandja                     | Jesus' Son                            | John Smith                        |                        |
| 2000 | Tolvajtempó                          | Gone in 60 Seconds                    | Atley Jackson                     | Epres Attila           |
| 2000 |                                      | Trixie                                | W. 'Red' Rafferty                 |                        |
| 2000 | Emlékezz a Titánokra!                | Remember the Titans                   | Bill Yoast edző                   | Kőszegi Ákos           |
| 2002 | Megszólít az éjszaka                 | The Mothman Prophecies                | Gordon Smallwood                  | Szerémi Zoltán         |
| 2004 | A megtorló                           | The Punisher                          | Quentin Glass                     | Barbinek Péter         |
| 2006 | Országúti diszkó 2.                  | Road House 2                          | Nate Tanner                       |                        |
| 2007 | Fedőneve: Takarító                   | Code Name: The Cleaner                | Riley                             | Háda János             |
| 2007 | Hatalmas szív                        | A Mighty Heart                        | Randall Bennett különleges ügynök | Epres Attila           |
| 2007 | A lista hatalma                      | The List                              | Michael Harriston                 |                        |
| 2007 |                                      | Dog Days of Summer                    | Eli Cottonmouth                   |                        |
| 2008 | Wendy és Lucy                        | Wendy and Lucy                        | műszerész                         | Rosta Sándor           |
| 2008 |                                      | American Violet                       | Sam Conroy                        |                        |
| 2008 |                                      | Lucky Days                            | J.C.                              |                        |
| 2009 |                                      | Princess Kaiulani                     | Sanford B. Dole                   |                        |
| 2009 |                                      | Looking at Animals                    | Raymond                           |                        |
| 2009 |                                      | The Canyon                            | Henry                             |                        |
| 2009 | Negyedik típusú találkozások         | The Fourth Kind                       | August seriff                     | Barbinek Péter         |
| 2009 |                                      | Waking Madison                        | Madison apja                      |                        |
| 2009 | Gyémánt könnyek                      | The Loss of a Teardrop Diamond        | Dobyne                            | Pálfai Péter           |
| 2010 | Brooklyn mélyén                      | Brooklyn's Finest                     | Bill Hobarts hadnagy              | Rosta Sándor           |
| 2010 |                                      | Meek's Cutoff                         | Solomon Tetherow                  |                        |
| 2010 |                                      | Knucklehead                           | Vic Sullivan                      |                        |
| 2012 | Az embercsempész                     | The Girl                              | Tommy                             |                        |
| 2012 |                                      | Abigail Harm                          | A látogató / narrátor             |                        |
| 2014 | November Man                         | The November Man                      | Perry Weinstein                   | Rosta Sándor           |
| 2016 |                                      | American Honey                        | Backseat Cowboy                   |                        |
| 2017 |                                      | The Scent of Rain and Lightning       | Senior                            |                        |
| 2017 | Megan Leavey                         | Megan Leavey                          | Jim                               | Bácskai János          |
| 2018 | Kollégium                            | Boarding School                       | Dr. Sherman                       |                        |
| 2018 |                                      | An Actor Prepares                     | Wisdom                            |                        |
| 2018 | Halloween                            | Halloween                             | Frank Hawkins seriffhelyettes     | Bognár Tamás           |
| 2019 |                                      | Blood on Her Name                     | Richard Tiller                    |                        |
| 2019 |                                      | Hammer                                | Stephen Davis                     |                        |
| 2019 |                                      | Radioflash                            | Frank                             |                        |
| 2020 | Minari – A családom története        | Minari                                | Paul                              |                        |
| 2020 | Édes idők                            | Sweet Thing                           | Adam                              |                        |
| 2021 |                                      | The Devil Below                       | Schuttmann                        |                        |
| 2021 | Megtisztulás éjjel-nappal            | The Forever Purge                     | Caleb Tucker                      |                        |
| 2021 | Gyilkos Halloween                    | Halloween Kills                       | Frank Hawkins seriffhelyettes     | Bognár Tamás           |
| 2022 | A Halloween véget ér                 | Halloween Ends                        | Frank Hawkins seriffhelyettes     | Bognár Tamás           |
| 2023 |                                      | Janet Planet                          | Wayne                             |                        |
| 2024 | Horizont: Egy amerikai eposz         | Horizon: An American Saga – Chapter 1 | Owen Kittredge                    |                        |

### Televízió
| Év        | Magyar cím            | Eredeti cím                                    | Szerep                     | Megjegyzések                                             |
| --------- | --------------------- | ---------------------------------------------- | -------------------------- | -------------------------------------------------------- |
| 1981      |                       | Kent State                                     | Peter                      | tévéfilm                                                 |
| 1982      |                       | CBS Library                                    | Ben Moody                  | 1 epizód                                                 |
| 1982–1983 |                       | Ryan's Hope                                    | 'Ox' Knowles               | 2 epizód                                                 |
| 1984–1985 |                       | Search for Tomorrow                            | Kentucky Bluebird          | 26 epizód                                                |
| 1985      |                       | The Equalizer                                  | Nick Braxton rendőrtiszt   | 1 epizód                                                 |
| 1987      | Vének szövetsége      | A Gathering of Old Men                         | Lou Dimes                  | tévéfilm                                                 |
| 1990      |                       | Nasty Boys                                     | Raymond Batiste            | 1 epizód                                                 |
| 1991      | A gengszterkirály     | Dillinger                                      | Melvin Purvis FBI-ügynök   | tévéfilm                                                 |
| 1991      | Halálos vágy          | Deadly Desire                                  | Giles Menteer              | tévéfilm                                                 |
| 1992      |                       | Lincoln and the War Within                     | Ward Lamon                 | tévéfilm                                                 |
| 1992      |                       | In the Deep Woods                              | Eric Gaines                | tévéfilm                                                 |
| 1992      | Az elveszett gyermek  | A Child Lost Forever: The Jerry Sherwood Story | Frank Maxwell              | tévéfilm                                                 |
| 1993      | Addig üsd             | Taking the Heat                                | Hadley                     | - tévéfilm - magyar hangja: - Pusztaszeri Kornél         |
| 1995–1997 |                       | VR.5                                           | Dr. Frank Morgan           | 5 epizód                                                 |
| 1997      |                       | The Protector                                  | Jeff                       |                                                          |
| 2001–2003 | Az Ügynökség          | The Agency                                     | Jackson Haisley            | főszereplő                                               |
| 2004      | Családi bűnök         | Family Sins                                    | Philip Rothman             | - tévéfilm - magyar hangja: - Horányi László             |
| 2004      | A mexikói határ       | The Last Ride                                  | Aaron Purnell              | - tévéfilm - magyar hangja: - Rosta Sándor               |
| 2005      |                       | Into the West                                  | James Fletcher             | minisorozat (1 epizód)                                   |
| 2006–2007 | Gyilkos számok        | Numbers                                        | Gary Walker hadnagy        | 4 epizód                                                 |
| 2009      | 24                    | 24                                             | Alan Wilson                | 5 epizód                                                 |
| 2009      |                       | American Experience                            | John Wilkes Booth (hangja) | 1 epizód                                                 |
| 2010      | CSI: A helyszínelők   | CSI: Crime Scene Investigation                 | Craig Haliday              | 1 CSI:                                                   |
| 2011–2015 | Éghasadás             | Falling Skies                                  | Dan Weaver százados        | - főszereplő (52 epizód) - magyar hangja: - Epres Attila |
| 2016      | A férjem védelmében   | The Good Wife                                  | Mike Tascioni              | 4 epizód                                                 |
| 2017      | Sorsdöntő lövés       | Shots Fired                                    | Daniel Platt seriff        | - főszereplő (10 epizód) - magyar hangja: - Kőszegi Ákos |
| 2019      | Mocsárlény: A sorozat | Swamp Thing                                    | Avery Sunderland           | - főszereplő (10 epizód) - magyar hangja: - Epres Attila |
| 2020–2022 | Yellowstone           | Yellowstone                                    | Garrett Randall            | 10 epizód                                                |
| 2022–     | Odakinn               | Outer Range                                    | Wayne Tillerson            | főszereplő                                               |
| 2023      | A siló                | Silo                                           | Marnes seriffhelyettes     | 4 epizód                                                 |